# Gentrificatie
Gentrificatie, in België ook verzaveling genoemd, is een proces van opwaardering van een buurt of stadsdeel op sociaal, cultureel en economisch gebied, het aantrekken van kapitaalkrachtige nieuwe bewoners/gebruikers en de daarmee gepaard gaande stijging van de prijzen voor onroerend goed (koop en huur) en de verdrijving van mensen met een lagere sociale klasse uit het stadsdeel.
Gentrificatie komt voor in grote en middelgrote steden. Voorbeelden van steden waarin gentrificatie voorkomt zijn:
- Amsterdam met de Jordaan en De Pijp
- Rotterdam met Nieuw Crooswijk[4][5]
- Den Haag met het Zeeheldenkwartier en de Stationsbuurt
- Arnhem met Klarendal
- Enschede met Roombeek
- Antwerpen met het Eilandje, Oud-Borgerhout, Sint-Andries, Het Zuid en de kaaien
- Breda met de Belcrum
- Brussel met de Marollen en Sint-Gillis
- Gent met Patershol en Brugse Poort
- Groningen met Lewenborg en Paddepoel
- Londen met Docklands, Chelsea en Notting Hill
- Hamburg-Wilhelmsburg, Reiherstiegviertel
- Berlijn met Prenzlauer Berg
- Wenen met Spittelberg
- Los Angeles met Los Feliz
- Moskou met Ostozjenka
- New York met Williamsburg en Park Slope

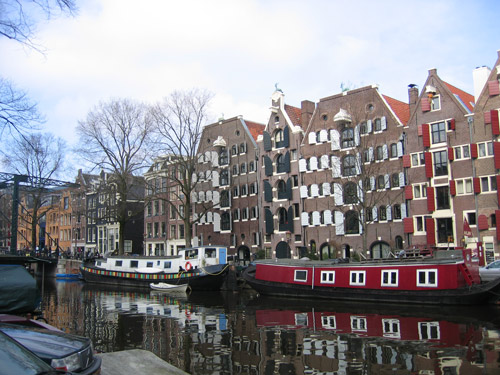
De Amsterdamse Brouwersgracht

In engere zin heeft gentrificatie betrekking op het weer naar de stad terugkeren van midden- en hogere welstandsklassen. Zeker in Nederland komt dat slechts in een beperkt aantal gevallen voor. Gentrificatie heeft dus doorgaans ook betrekking op binnenstedelijk verhuisgedrag van hogere welstandsklassen waarbij tevens sprake is van een revitalisering van buurten.

## Oorsprong en etymologie
De term gentrificatie is van Engelse oorsprong en verwijst naar het begrip gentry, de aanduiding voor niet-aristocratische Engelse grondbezitters.
Het begrip werd in 1964 geïntroduceerd door de radicale planologe en sociologe Ruth Glass, die bij haar onderzoek naar de verhouding tussen huisvesting en klassenstrijd in de Engelse steden een patroon opmerkte: het terugkeren van de middenklasse naar de steden en het opknappen van statige victoriaanse huizen ging gepaard met een verschuiving van huur naar koop en de verdringing van de arbeidersklasse, voor wie de woningen onbetaalbaar werden. Van daar werd het concept gentrificatie internationaal een intellectueel wapen in de strijd van sociale bewegingen die de steden toegankelijk probeerden te houden voor de lagere klassen. In Nederland is het daarentegen expliciet beleid van gemeenten geworden.

## Waarom zo veel aandacht?
Gentrificatie heeft in de sociaal-wetenschappelijke literatuur veel aandacht gekregen. Hamnett noemt een aantal redenen voor deze belangstelling:
- Het bleek een interessant terrein van onderzoek voor een nieuwe generatie van sociologen en sociaal-geografen in de periode 1970-1985
- Het verschijnsel gentrificatie toonde de onjuistheid aan van de klassieke theorie over stedelijke ontwikkelingen zoals die was uiteengezet door Burgess en Hoyt. In deze opvattingen is de interne geleding van steden in economische zin het resultaat van de relatie tussen biedprijzen en afstand tot het centrum. Lage inkomensgroepen zijn in deze redenering aangewezen op wijken in de onmiddellijke nabijheid van het zaken- en dienstencentrum (het Central Business District) en wonen er in hoge dichtheden.
- Rond gentrificatie ontwikkelde zich een fundamenteel debat tussen de aanhangers van de humanistische geografie (en de nieuwe culturele geografie) en de aanhangers van de structuralistisch georiënteerde maatschappijkritische geografen en sociologen (maatschappijkritische geografie). Kort gezegd tussen een benadering vanuit de vraagzijde (consumentengedrag) en een benadering vanuit de aanbodkant (producenten van onroerend goed, projectontwikkelaars, investeerders in de stedelijke onroerend goedmarkt).

## Gentrificatie als uitkomst van persoonlijke voorkeuren
In 1980 publiceerde David Ley Liberal ideology and the post-industrial city. Hij wijst daarin op een aantal essentiële maatschappelijke veranderingen aan het einde van de jaren 60 van de twintigste eeuw. In sociaal-economische zin is er sprake van een sterke groei van de tertiaire en quartaire beroepsbevolking, anders gezegd de blauwe boorden worden vervangen door de witte boorden. Verder zien we een sterker wordende overheidsbemoeienis met de (binnen)stedelijke ontwikkeling en ten slotte is er de opkomst van een nieuwe middenklasse met specifieke smaak en stijlvoorkeuren. In aansluiting hierop wijzen Cortie en Van de Ven (1981) in navolging van Gale (1980) op de veranderingen in bepaalde buurten als gevolg van de positie die personen innemen in het dragen van risico's bij de realisering van woonvoorkeuren.
- In de eerste fase van buurtverandering nemen enkele huishoudens de beslissing in een bepaald stadsdeel oude huizen of bedrijfspanden (met naar verhouding lage prijzen) op te kopen en voor eigen bewoning geschikt te maken. Deels is dit een uiting van zelfexpressie, deels wensen ze zich een buurt waar acceptatie van hun levensstijl geen probleem zal vormen. Deze pioniers worden 'risico-onbedachtzamen' genoemd.
- In een daaropvolgende fase zien we een categorie van vestigers die menen dat het kopen van oude, vaak verwaarloosde woningen of bedrijfspanden een goede investering is. Uiteraard wordt dit motief gecombineerd met de wens te wonen in een stedenbouwkundig aantrekkelijke buurt (monumenten), met in de directe omgeving goede sociaal-culturele voorzieningen. Het indirecte gevolg van hun verschijnen in de buurt is dat de prijzen (en huren) van onroerend goed gaan stijgen. Deze groep noemt men de 'risico-bewusten'.
- In de derde fase komen de kapitaalkrachtige investeerders (aannemers, projectontwikkelaars etc) die panden opkopen omdat ze verwachten (na splitsing en renovatie) voor een groeiende groep kopers een aantrekkelijk appartement te kunnen realiseren. Deze groep noemt men de 'risico-uitsluiters'.

## Gentrificatie als resultaat van kapitaalstromen op stedelijk niveau
Het is met name Neil Smith (1979) geweest die de aandacht heeft gevestigd op de naar zijn mening dominante rol van de aanbieders op de onroerend goedmarkt. Dat moet ook de verklaring vormen voor het gegeven dat bepaalde stadsbuurten wel en andere niet in het gentrificatieproces betrokken zijn geraakt.
Door de suburbanisatie van de industriële bedrijvigheid en de oplopende ouderdom van het woningbestand wordt het verschil tussen gerealiseerde opbrengsten en potentiële opbrengsten bij optimale inrichting zo groot dat herinvesteren interessant wordt. Kapitaalkrachtige personen en instellingen zien dan nieuwe mogelijkheden en nemen het voortouw voor de revitalisering van een buurt. In deze visie komen niet mensen, maar het kapitaal als eerste terug in de buurt. In latere publicaties heeft Neil Smith deze visie genuanceerd door ook kenmerken van de vraagzijde meer aandacht te geven.
In de jaren negentig introduceerde Smith bovendien het begrip stedelijk revanchisme om het verschijnsel mee aan te duiden dat gentrificatie in veel gevallen gepaard gaat met het weren van minder welvarende en gemarginaliseerde stadsbewoners.

## Nederlands onderzoek

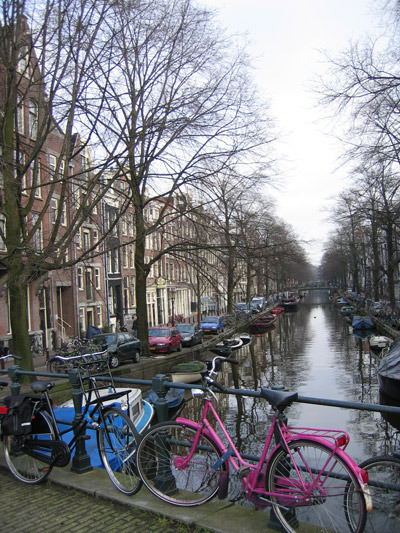
De Amsterdamse Bloemgracht

In het Nederlandse onderzoek naar gentrificatie is zowel aan de kenmerken van de vraag als van het aanbod aandacht besteed. In 1981 vestigen Cortie en Van de Ven aandacht op dit verschijnsel. Ze vergelijken de op gang gekomen revitaliseringsprocessen in de Amsterdamse binnenstad met de ontwikkelingen in de Verenigde Staten. Het belangrijkste doel van deze eerste publicatie was na te gaan of de bovengenoemde theoretische veronderstellingen ook voor de Nederlandse situatie zouden kunnen gelden.
In 1982 publiceren Cortie, Van de Ven en De Wijs-Mulkens een vervolg op de studie uit 1981. In dit artikel doen ze verslag van een onderzoek in de Jordaan. Enkele conclusies uit dit onderzoek:
- De nieuwe bewoners konden niet worden gerekend tot 'gentrifiers' in engere zin, dat wil zeggen personen die na eerst de stad verlaten te hebben, weer waren teruggekeerd. Het betrof vrijwel steeds bewoners uit de stad zelf.

Ondanks het betrekkelijk kleine gebied was er een grote verscheidenheid in de vorm van de revitalisering en de snelheid van het proces.
- Bewoners die op eigen initiatief woningen hadden vernieuwd, voelden een duidelijke verbondenheid met de buurt.

Grote panden, bijvoorbeeld aan de Brouwersgracht, die door projectontwikkelaars waren vernieuwd, werden bewoond door personen met een geringere buurtbinding.
De bovengenoemde fasering van gentrificatie kon in de Jordaan worden herkend.
Vergelijkbare conclusies worden getrokken door Van Weesep, Hulsebosch en Maas in 1985 uit een onderzoek naar de aanbodkant van de revitalisering in Amsterdam (Brouwersgracht). Het revitaliseringsproces werd op gang gebracht door enkele individuele (eigenaar-) bewoners en geleidelijk aan in de loop der jaren verschoof het accent naar professionele projectontwikkelaars. De pioniers hadden een goed oog gehad voor de bijzondere architectonische kwaliteiten van de leegstaande pakhuizen aan de Brouwersgracht. De relatief lage prijzen in het beginstadium verlaagden hun financiële risico.
Ten slotte kan het proefschrift van Elleke de Wijs-Mulkens (1999) worden genoemd. Zij toont aan hoe de expressieve kant van het wonen, anders gezegd wonen als aspect van een bepaalde levensstijl, een rol speelt in de woonkeuze van mensen. Zij noemt in dit verband de Amsterdamse Concertgebouwbuurt.

## Onderzoek sinds 2000
Sinds 2000 is het Nederlands onderzoek naar gentrificatie fors toegenomen en is de definitie van het begrip opgerekt. Een belangrijke innovatie is het belichten van de rol van de overheid en woningbouwcorporaties in het proces. Bij het vernieuwen van stadsbuurten in het centrum en aan de rand wordt de woningmarkt veranderd om meer middenklasse te accommoderen. Dit kan gebeuren door meer grotere woningen en meer koopwoningen aan de voorraad toe te voegen door de verkoop of sloop van huurwoningen. Justus Uitermark, Jan Willem Duyvendak en Reinout Kleinhans (2007) noemen bijvoorbeeld de vernieuwing van Hoogvliet in Rotterdam staatsgestuurde gentrificatie (Engels: 'state-led gentrification'). Justus Uitermark (2009) en Wouter van Gent (2013) wijzen op de rol van woonbeleid in Amsterdam om daar de veranderingen te verklaren.
Ook wordt het begrip niet alleen toegepast op bestaande buurten. Brian Doucet (2010) ziet in zijn onderzoek de herbestemming de voormalige havens op de Kop van Zuid in het centrum van Rotterdam als een vorm van 'new-build gentrification'.
Een andere innovatie is de aandacht voor de dynamiek van huishoudens. Lia Karsten (2003) en Willem Boterman (2012) wijzen op de rol van gezinsvorming bij nieuwe stedelingen. In veel gevallen blijven jonge middenklasse gezinnen langer in de stad wonen. Dit draagt ook bij aan de gentrificatie van stadsbuurten ('family gentrification'). Recent onderzoek kijkt ook naar de rol van jongeren die arm de stad inkomen maar wel potentie hebben, bijvoorbeeld studenten ('marginal gentrification').
In recente jaren is er ook meer aandacht voor 'commercial gentrification', de verandering van het winkelaanbod en lokale bedrijfsleven onder druk van de markt en overheid. Bekend voorbeelden zijn de bruine kroeg en groenteboer die plaats maken voor de koffiebar en boetiekwinkel.
Wetenschappelijk onderzoek besteedt ook aandacht aan de relatie tussen vergroening en gentrificatie. Een onderzoek uit 2020 toont aan dat vergroeningsinitiatieven, naast hun potentieel om klimaatverandering tegen te gaan en de volksgezondheid te promoten, eveneens een verschijnsel kunnen zijn van gentrificatie; deze initiatieven kunnen ook gentrificatie en verdringing tot gevolg hebben.
Tot slot wijzen veel onderzoekers op de negatieve effecten van gentrificatie. Deze hebben te maken met verdringing in de buurt en op de woningmarkt. Zowel in Nederland als internationaal is er een debat over de wenselijkheid van het proces. Critici wijzen op de negatieve effecten. Andere wetenschappers, en vaak ook beleidsmakers, wijzen op de structurele veranderingen in de economie. Nu de stedelijke economie steeds belangrijker wordt en de beroepsbevolking verandert, betogen zij dat het logisch is dat de bevolking ook verandert.

## Gentrificatie en kunst & cultuur
Gentrificatie is op meerdere manieren verbonden aan kunst- en cultuur:
1. Als onderwerp en inspiratiebron van kunstprojecten
2. Door kunstenaars en artiesten die wonen en/of werken in regenererend stedelijk gebied, vaak aangetrokken door de relatief lage huurprijzen
3. prominente openbare kunstwerken worden onthuld of in gebruik genomen, waardoor er vervolgens gewerkt wordt aan de re-branding van stadsgebieden als culturele wijken

Enkele voorbeelden van gentrificatie als inspiratiebron voor het kunstproject:
- Rijnwijk Mijn Wijk (Erik van Cuyk, 2019). De Arnhemse 'Vogelaarwijk' werd een jaar lang gevolgd door de 'sociaal fotograaf' Erik van Cuyk en vertaald naar een fotokunstboek.
- Changeroom (2019), gericht op de snelle gentrificatie van Amsterdam West.

Artikelen over gentrificatie en kunst:
- What Role Do Artists Play in Gentrification? Peter Moskowitz, sep. 11, 2017
- Art, Gentrification and Regeneration – From Artist as Pioneer to Public Arts, Stuart cameron & Jon coaffee, Pages 39–58 | Published online: 21 Aug 2006, European Journal of Housing Policy
- Art and Gentrification in the Changing Neoliberal Urban Landscape, Home Conference 2019 Annual Conference Art and Gentrification in the Changing Neoliberal Urban Landscape
- Do Arts Industries Lead to Gentrification? January 21st, 2019 Ashton Hicks
- Gentrification, displacement and the arts: Untangling the relationship between arts industries and place change Carl Grodach, Nicole Foster, James Murdoch, First Published December 6, 2016 Research Article
- Is street art de loopjongen van gentrification geworden? Tracy Metz, Stadsleven.
- Kunst tegen de treurnis. Van Schilderswijk naar beschilderde wijk. Auteur: Milou Bol, 22 februari 2017.
- Hipstereconomie als bedreiging van de achterstandswijk Lisanne Ruijgrok, 4 juni 2014, Trouw.